# Michel Nadeau
Pour les articles homonymes, voir Nadeau.
Michel Nadeau, né en 1946 à Québec et mort le 19 octobre 2021 à Belœil, est un administrateur québécois. Il est un ancien directeur général de l’Institut sur la gouvernance d'organisations privées et publiques (IGOPP).

## Biographie
De 1974 à 1984, il est éditorialiste et responsable des pages financières au Devoir.
Par la suite, il exerce différentes fonctions à la haute direction de la Caisse de dépôt et placement du Québec durant 18 ans. Il est notamment président de CDP Capital, la division regroupant plus de 125 milliards $ d’actifs.
Durant plusieurs années, il siège au Comité de régie d’entreprise du Pension Investment Association of Canada (PIAC)). 
Il est membre de différents conseils d’administration de sociétés privées et d’organismes sans but lucratif, incluant le Festival des films du monde de Montréal.
Il meurt le 19 octobre 2021 à l'age de 74 ans,.